# L'Infante Marguerite en robe rose
 (février 2023).
Si vous disposez d'ouvrages ou d'articles de référence ou si vous connaissez des sites web de qualité traitant du thème abordé ici, merci de compléter l'article en donnant les références utiles à sa vérifiabilité et en les liant à la section « Notes et références ».
Pour les articles homonymes, voir L'Infante Marguerite.
L'Infante Marguerite en robe rose est une huile sur toile peinte par Diego Vélasquez entre 1653 et 1654 et conservée au musée d'histoire de l'art de Vienne (Autriche).

## Histoire
C'est le premier des cinq portraits que Vélasquez réalisa de l'infante Marguerite-Thérèse d'Autriche bien qu'il ait été considéré durant un temps que le personnage représenté était sa belle-sœur, Marie-Thérèse d'Espagne.
La toile fut offerte par Philippe IV d'Espagne à la cour de Vienne pour que Léopold Ier de Habsbourg à qui elle était promise en mariage pût connaître le physique de l'infante.
Une autre version, avec des variantes, où l'infante semble un peu plus âgée et où ses cheveux sont plus brillants est conservée au palais de Liria de Madrid (collection Casa de Alba). Cet autre portrait était traditionnellement tenu pour authentique de Vélasquez, mais aujourd'hui, certains critiques pensent qu'il s'agirait d'une toile d'un de ses élèves.

## Description
La toile représente l'infante Marguerite âgée de deux ou trois ans, debout, et sa main droite appuyée sur une petite table sur laquelle est disposée un vase de cristal qui contient des roses, des lys et des marguerites. La main gauche de l'infante tient un éventail fermé.